# Mary Schäffer Warren
Mary Schäffer Warren (1861-1939) est une naturaliste, illustratrice, photographe et écrivaine américano-canadienne principalement connue pour son travail sur les Rocheuses canadiennes au début du XXe siècle.

## Biographie
Née sous le nom de Mary Townsend Sharples en 1861 à West Chester (Pennsylvanie), elle étudie la peinture florale avec George Cochran Lambdin. En 1889, elle visite pour la première fois les Rocheuses canadiennes accompagnée de Mary Vaux Walcott,.
Elle épouse en 1890 Charles Schäffer, un botaniste amateur, qu'elle avait rencontré l'année précédente à l'hôtel Glacier House dans les montagnes de la chaîne Selkirk. Le couple passe ses étés et automnes à voyager dans les Rocheuses canadiennes et séjourne l'hiver à Philadelphie. Charles Schäffer décède en 1903 tout comme les parents de Mary.

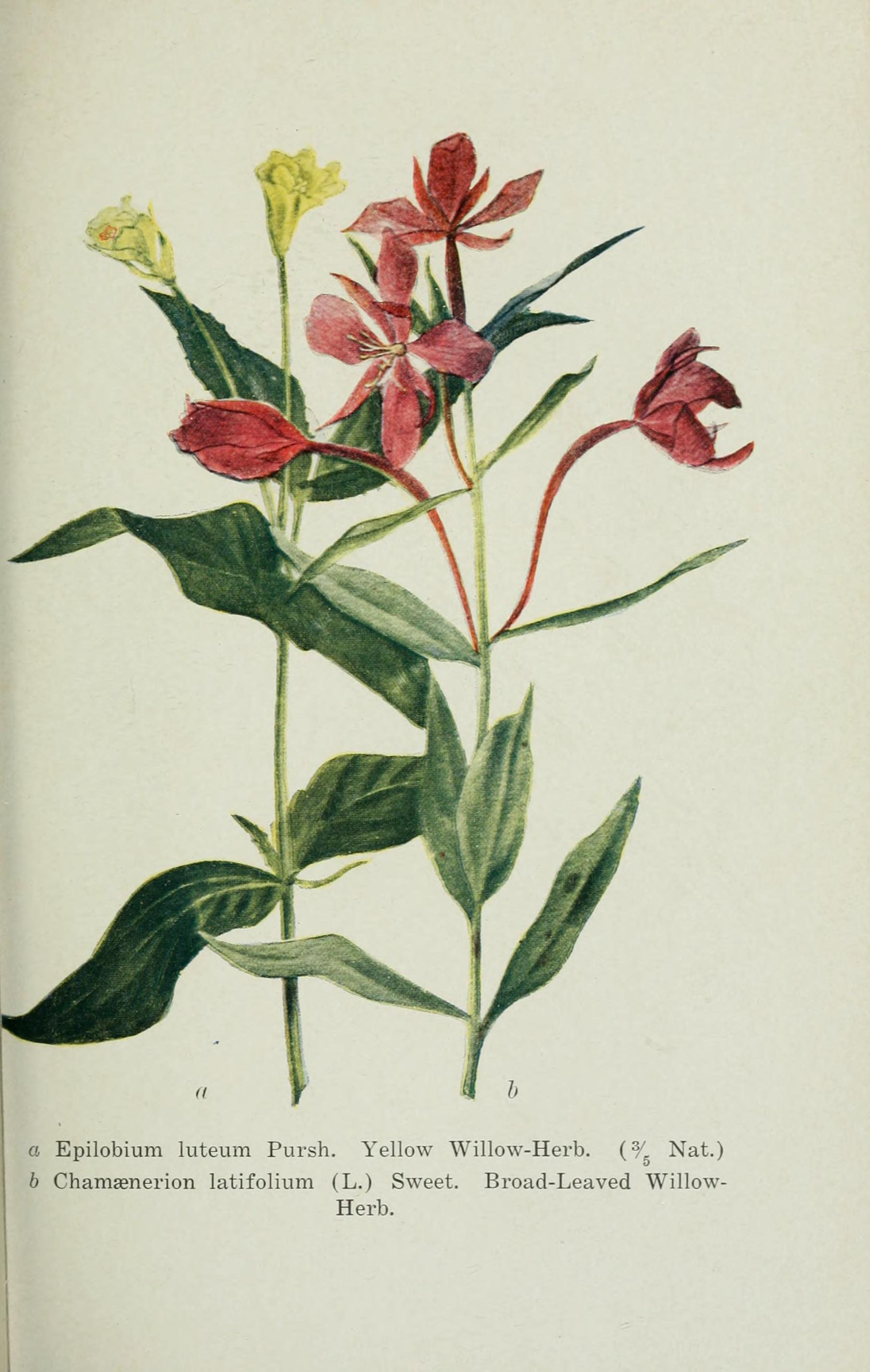
Illustration tirée de Alpine flora of the Canadian Rocky Mountains

En 1904, elle retourne cette fois dans les Rocheuses avec son amie Mary "Mollie" Adams, déterminée à compléter le guide botanique que son mari avait commencé. Afin de mener à bien ce projet, elle collecte des spécimens botaniques et apprend la photographie. En 1907, paraît Alpine Flora of the Canadian Rocky Mountains. Le texte du livre est de Stewardson Brown mais les photographies et illustrations sont de Schäffer.
Schäffer et Adams décident de poursuivre leur exploration des montagnes en quête de Chava Imne, un lac situé au sein d'une vallée inexplorée, dont elles ont appris l'existence par les autochtones Stoneys. Elles parviennent à convaincre deux guides, William "Billy" Warren et Sidney Unwin, de leur fournir les connaissances et l'équipement nécessaire. Cette expédition les mène au Lac Maligne dont elles réalisent en 1908 la première visite documentée. Cet épisode est narré dans le livre de Schäffer Old Indian Trails of the Canadian Rockies. C'est une carte dessinée par Samson Beaver, membre des Stoneys, qui lui aurait permis d'atteindre le lac.

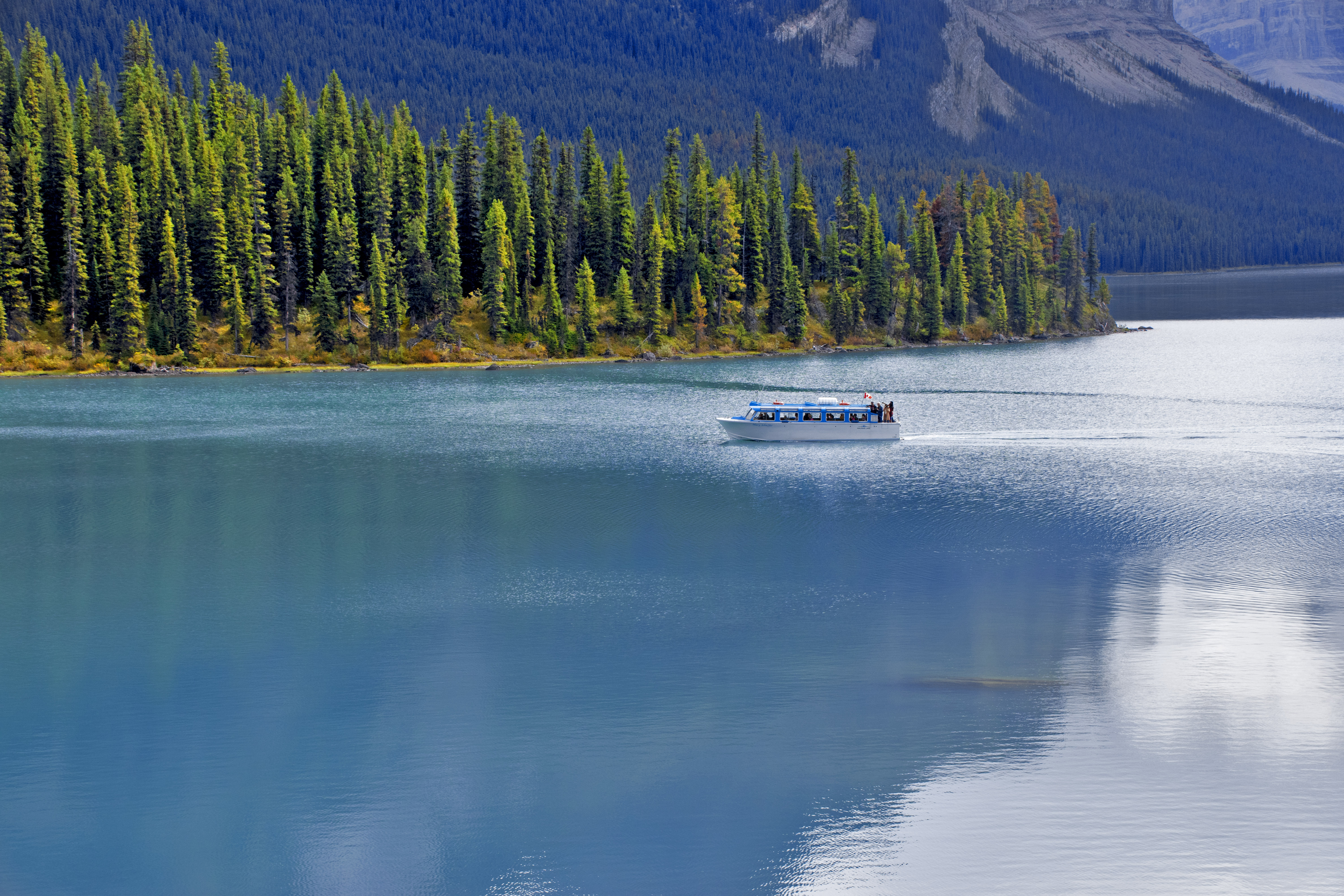
Le bateau d'excursion dénommé Mary Schaffer sur le lac Maligne

Au cours de ses pérégrinations, elle continue de prendre des photographies qu'elle utilise afin d'encourager la visite des Rocheuses. Mary Schäffer a également milité pour l'inclusion du lac Maligne au sein du parc national de Jasper.
En 1912, Schäffer emménage définitivement à Banff et épouse en 1915 William "Billy" Warren. Elle décède dans cette localité en 1939.